# NGC 1586
NGC 1586 ist eine Spiralgalaxie vom Hubble-Typ Sbc im Sternbild Eridanus am Südsternhimmel. Sie ist schätzungsweise 157 Millionen Lichtjahre von der Milchstraße entfernt und hat einen Durchmesser von etwa 80.000 Lichtjahren.
Im selben Himmelsareal befinden sich u. a. die Galaxien NGC 1587, NGC 1588, NGC 1593.
Das Objekt wurde am 30. Dezember 1861 von Heinrich Louis d’Arrest entdeckt.